# Allactaga hotsoni
Allactaga hotsoni је врста глодара из породице скочимиш (Dipodidae).

## Распрострањење
Ареал врсте је ограничен на мањи број држава. Врста је присутна у Авганистану, Пакистану и Ирану.

## Станиште
Станишта врсте су планине, екосистеми ниских трава и шумски екосистеми и пустиње. 
Врста је по висини распрострањена од 200 до 1.500 метара надморске висине. 

## Начин живота
Врста Allactaga hotsoni прави подземне јазбине, и из њих излази ноћу да се храни. 

## Угроженост
Ова врста је наведена као последња брига, јер има широко распрострањење и честа је врста.